# Chiffonnier (métier)
 (octobre 2023).
Pour les articles homonymes, voir Chiffonnier.
Un chiffonnier est une personne dont le métier consiste à circuler dans les zones urbaines pour récupérer, ramasser ou racheter des choses usagées et les revendre à des entreprises de transformation. 
L'origine du terme provient du chiffon, qui servait autrefois à produire de la pâte à papier. En argot français, on parle aussi de « biffins ».
Ce métier a considérablement évolué : les chiffonniers d'aujourd'hui sont devenus des « récupérateurs informels des déchets », qui collectent des objets ou matériaux pouvant avoir une certaine valeur. La récupération peut se faire en porte-à-porte, dans la rue, dans les décharges, dans les entreprises, et éventuellement, dans certaines poubelles, quand la législation le permet. 

## Histoire
Avec la réglementation de plus en plus stricte du système de collecte et de traitement des ordures ménagères et des encombrants, le plus souvent entreposés dans des poubelles hermétiques puis enlevées par des sociétés spécialisées, ou entreposés dans des espaces dédiés comme la déchèterie, ce « métier » a progressivement disparu dans les sociétés occidentales. 

### France

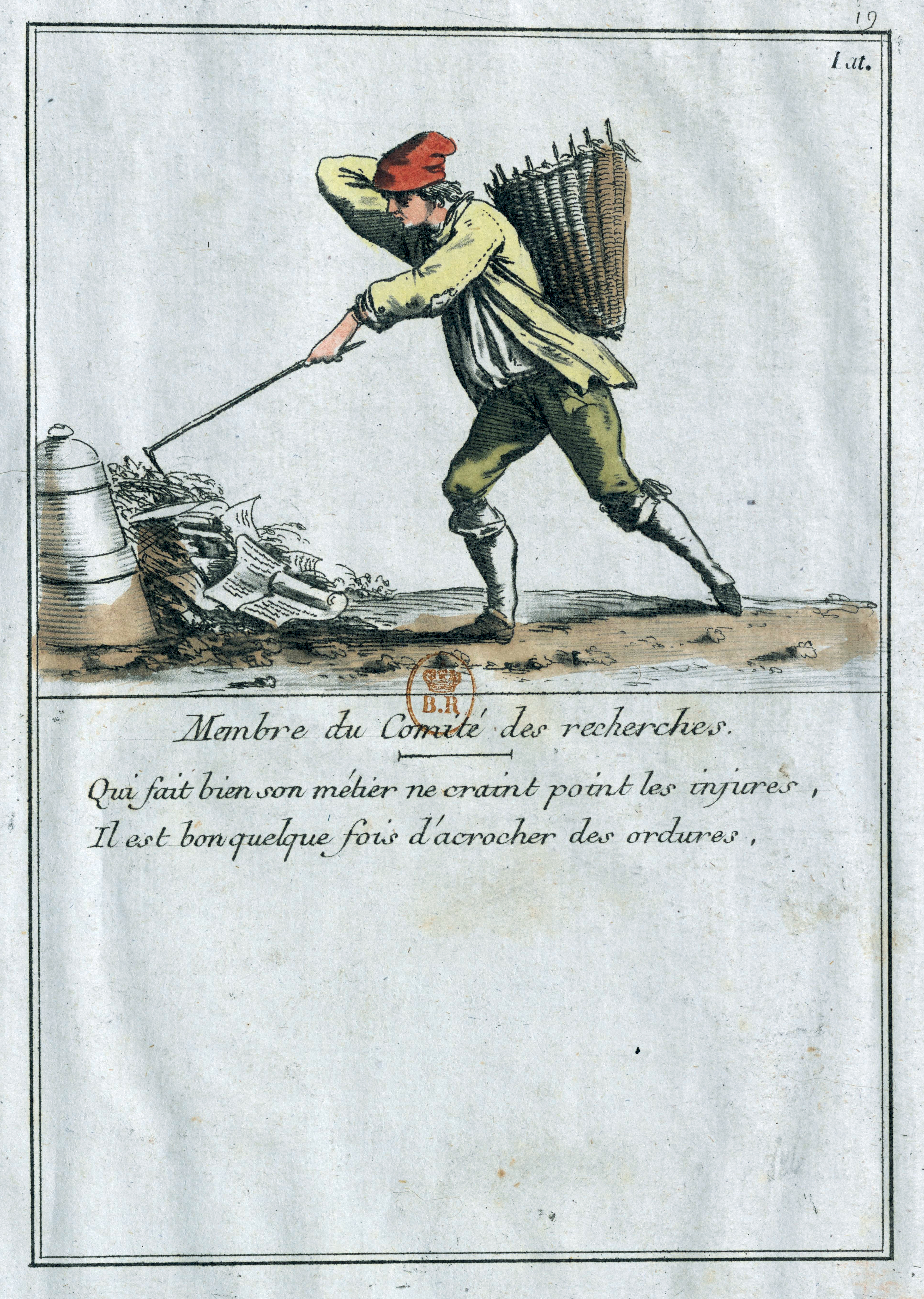
Un chiffonnier vu en 1790 par un comité parisien. Félix Pyat présente en 1846 une tragédie populaire, Le Chiffonnier de Paris, dans laquelle les biffins sont dénommés « les chevaliers de la hotte et du crochet ».

Dans son Tableau de Paris (1781), Louis-Sébastien Mercier anticipe la fonction du chiffonnier moderne, il utilise ce mot et décrit son activité : « Le voyez-vous, cet homme qui, à l'aide de son croc, ramasse ce qu'il trouve dans la fange, et le jette dans sa hotte ? ».
Exercé en France depuis le XVIIIe siècle jusque dans les années 1960 (par exemple par les chiffonniers d’Emmaüs qu'illustra un film du même nom en 1955), il continue à l'être par des personnes dans une situation économique de grande précarité ainsi que dans de nombreuses régions du monde.
À l’origine, le chiffonnier collecte :
- les vieux chiffons pour les papeteries ;
- les peaux de lapin pour les industries de fourrure ou pour faire la colle de peau utilisée en ébénisterie ou pour la marqueterie ;
- les os pour la fabrication de colle, superphosphates, phosphore des allumettes, noir animal, gélatine comestible ou pour films photographiques, pièces de tabletterie ;
- la ferraille pour la métallurgie ;
- les boîtes de conserve pour l'industrie du jouet ;
- le verre ;
- les boues vendues aux fermiers en qualité d'engrais ;
- le papier pour la cartonnerie[3] ;
- les mégots dont ils faisaient commerce pour le tabac.

En Europe et particulièrement en France et en Italie, les chiffonniers restent dans la mémoire des anciens. 

De coutume, ce « chiffonnier » que l'on appelait le « peau de lapin » ou « biffin », passait le dimanche matin pour ramasser la peau du lapin que la ménagère avait tué et dépouillé pour le repas dominical. Dans la semaine, c'était au tour des chiffons et ferraille que le chiffonnier transportait dans une carriole ou une vieille auto. Bien souvent les jeunes enfants se chargeaient de faire la transaction, ce qui constituait leur argent de poche.

Le Buveur d'absinthe
Edouard Manet, 1858.

Dans la capitale française, l'île aux Singes et la cité des Mousquetaires (au 208 de l’actuelle rue Saint-Charles,, 15e arrondissement) abritaient les chiffonniers, qui fonctionnaient selon un code très hiérarchisé : le piqueur remuait les ordures avec son crochet, le placier vidait les boîtes à ordures et le maître-chiffonnier se chargeait de la revente des déchets.
Vers 1850, on y dénombre 25 000 personnes, hommes, femmes et enfants, qui se livrent alors au chiffonnage. Ils passent à 35 000 en 1884, période de l'apogée du chiffonnage, le besoin exponentiel de papier résultant du développement de la presse et de l'invention en 1798, de la machine à fabriquer le papier en continu par Louis Nicolas Robert. Avec le développement de la cellulose de bois, la mécanisation et la rationalisation de la filière de la récupération, et avec l'introduction des poubelles et du broyage des déchets au début du XXe siècle, leurs effectifs déclinent.
Le tableau appelé Le Buveur d'absinthe en raison du verre posé près de lui, serait un chiffonnier nommé Collardet qui travaillait aux environs du Louvre.
En Bretagne, on les appelait pilhaouers et ils étaient particulièrement nombreux dans les communes de Botmeur, La Feuillée, Brennilis et Loqueffret, situées en plein cœur des monts d'Arrée. Un musée, la Maison du Recteur, leur est consacré à Loqueffret.

Economie du chiffon
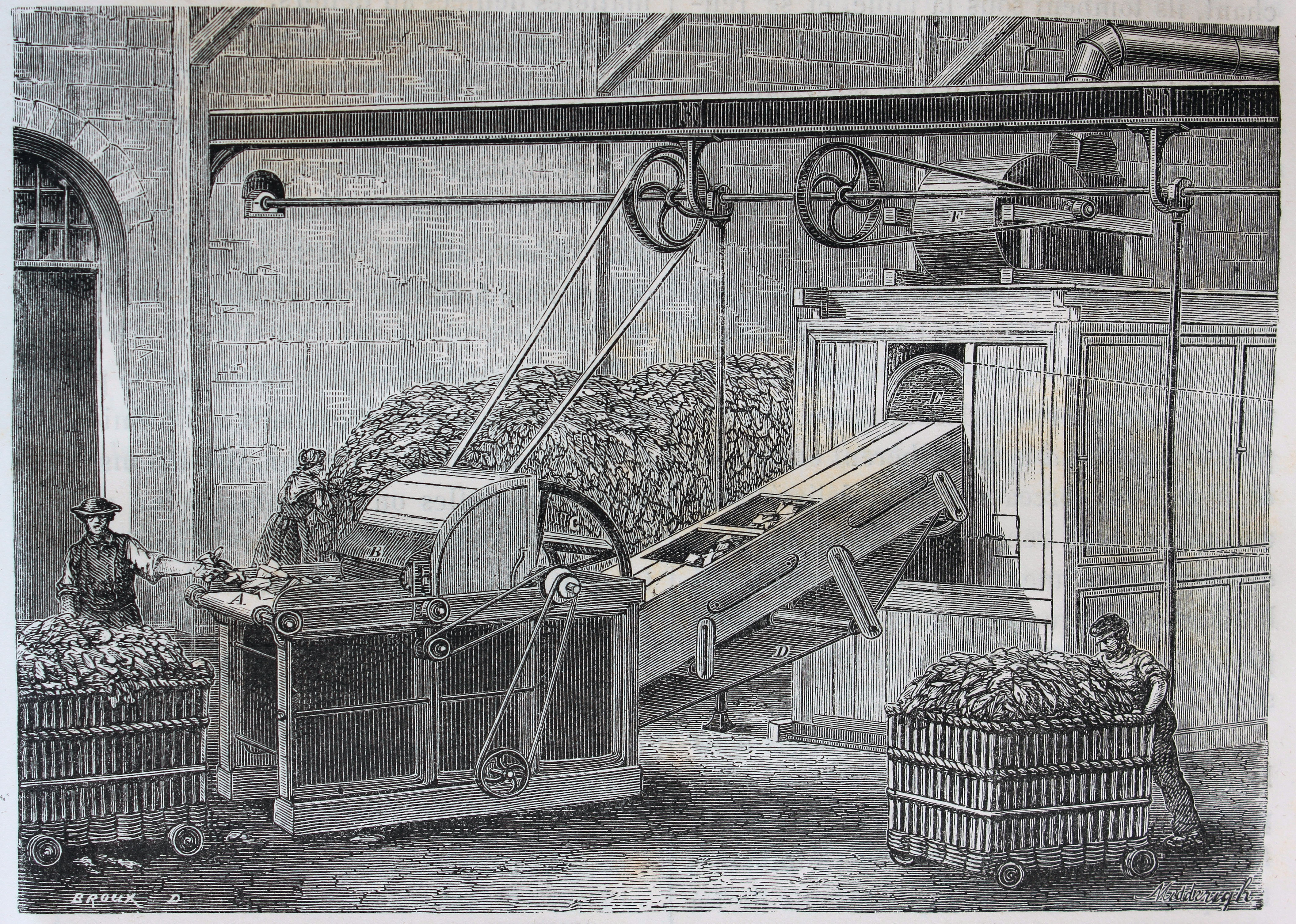
Coupeuse mécanique des chiffons, 1873
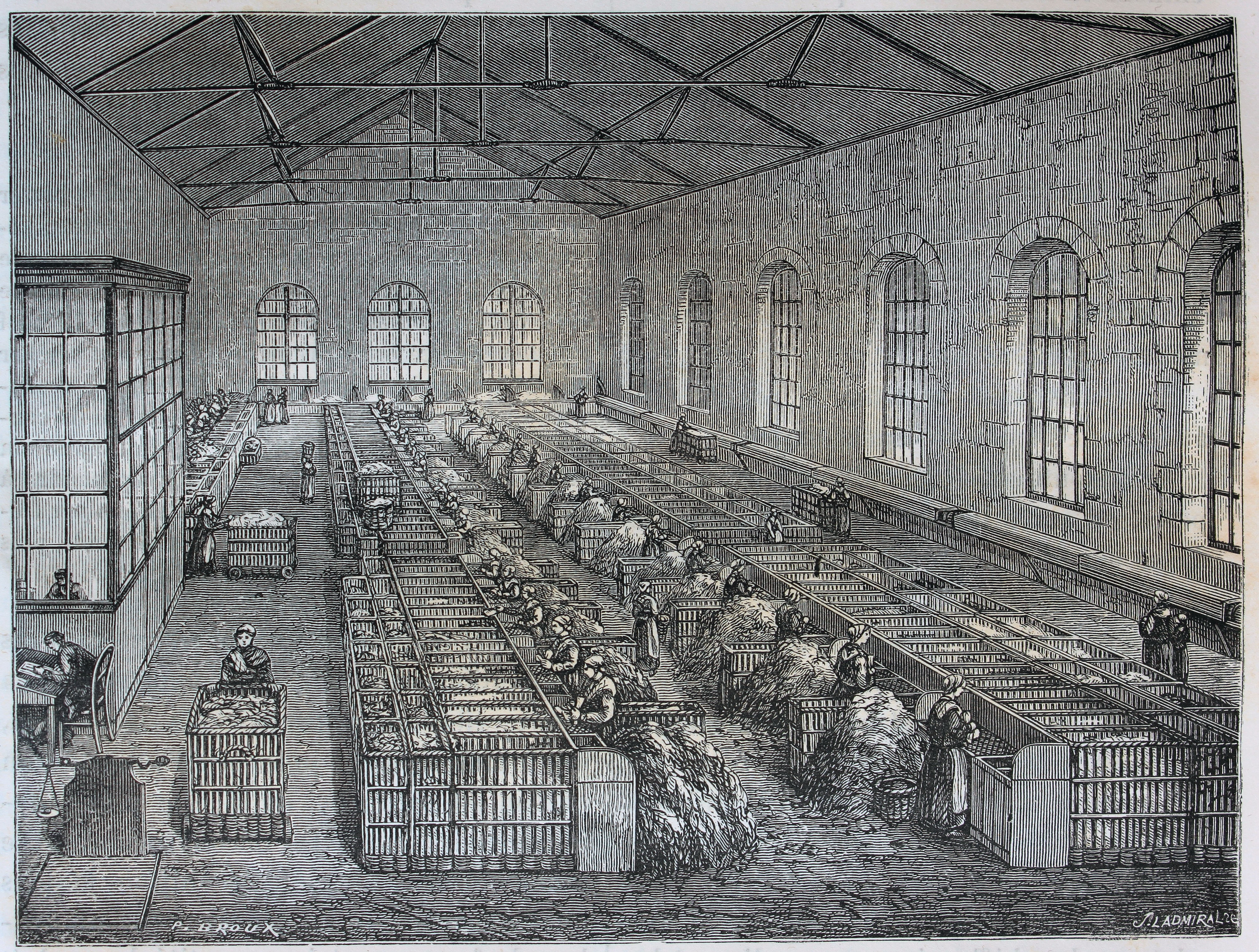
Atelier de triage et de découpage des chiffons, 1873
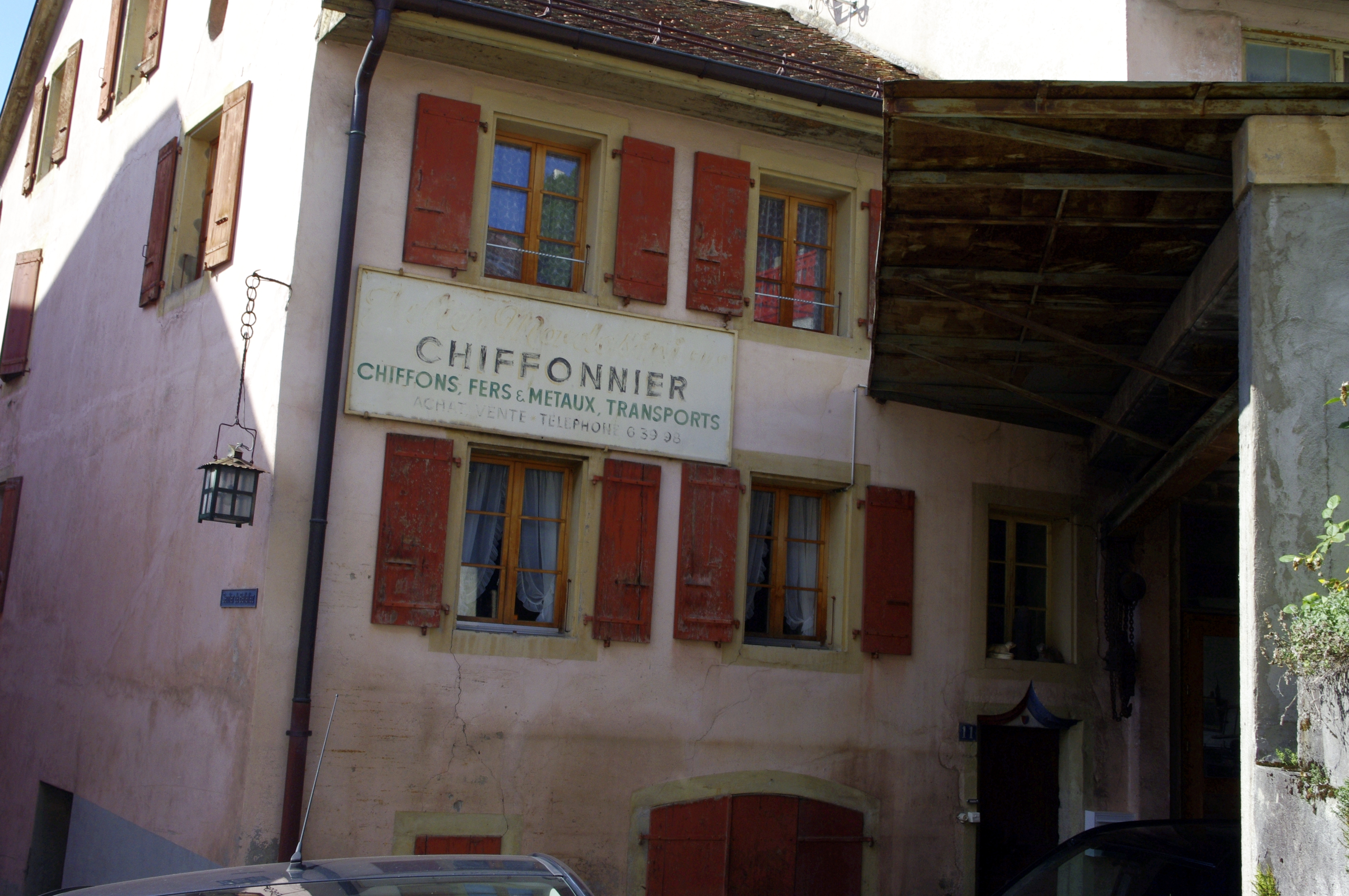
Enseigne d'un chiffonnier, Montreux, Suisse

### Dans la culture populaire en France
« 
On voit un chiffonnier qui vient, hochant la tête,

Buttant, et se cognant aux murs comme un poète.
 »
— Charles Baudelaire , Le vin des chiffoniers (dans Les Fleurs du mal)
Bien souvent le terme « chiffonnier » a un sens péjoratif et est associé à une personne mal habillée ou se tenant mal, aussi bien dans sa tenue que dans son parler. En revanche le chiffonnier de métier, dont l'habillement était sali de par sa profession, exerçait un métier relativement lucratif et net d'impôt. Certains artistes et écrivains considéraient le chiffonnier comme un philosophe qui méprise la civilisation et recèle une personnalité libre, ce qui fait écrire Pierre Larousse dans son Grand dictionnaire universel du XIXe siècle publié en 1869 « tout chiffonnier porte en lui l'étoffe d'un Diogène. »
En France, la profession de chiffonnier est associée à la violence. Souvent fruit de la misère et de l'alcoolisme, la rixe entre chiffonniers est une sorte de jeu rituel et codifié et est devenue si proverbiale qu'elle est à l'origine de l'expression courante « se battre comme des chiffonniers ». Ces règlements de comptes sont la conséquence des luttes pour la défense des territoires de collecte. Ils ne se déroulent jamais sur la voie publique, mais dans le huis clos des cités de chiffonniers où les violences conjugales sont aussi fréquentes.

### Paris au XIXesiècle: L'intervention du préfet Poubelle
En 1884, le préfet Eugène Poubelle modifie considérablement leur outil de travail en rendant obligatoire les boîtes à ordures vidées par une administration. Les chiffonniers peuvent cependant toujours vider ce qu'on appelle désormais des « poubelles » avant le passage des autorités. Des coopératives sont aussi créées pour combattre le pouvoir des maîtres-chiffoniers, mais sans succès : la Société des Mousquetaires en 1890 ou L'Avenir du 15e arrondissement en 1900. Un syndicat, le Tombeau des lapins, est même créé, mais il est concurrencé par celui de Montmartre, mieux organisé. L'urbanisation et les progrès en matière d'hygiène mettent finalement un terme au métier de chiffonnier.
Le chiffonnage amorce son déclin à la fin du XIXe siècle lorsque la plupart des papetiers choisissent d'utiliser de la cellulose de bois. La crise s'aggrave au lendemain de la Seconde Guerre mondiale, avec l'apparition des fibres synthétiques et la fermeture des moulins à papier qui ne résistent plus à la concurrence des groupes industriels. 
La disparition de ce métier tient essentiellement aux habitudes de consommation qui ont considérablement évolué à partir des années 1970, avec l'apparition de la grande distribution et le ramassage des ordures généralisé dans tous les pays d'Europe. Cependant, la récupération de déchets valorisables représente un complément de revenu, voire une activité, pour une partie paupérisée de la population et les personnes sans-abri. Ceci est favorisé par la montée des prix des matières premières, notamment les métaux, et la quantité d'objets jetables qui est en perpétuelle augmentation.
En France, les « biffins » peuvent être considérés comme des néo-chiffonniers. À Paris par exemple, dans l'est de la capitale, ils se regroupent pour vendre leurs trouvailles à la porte de la ville.

## Dans d'autres pays

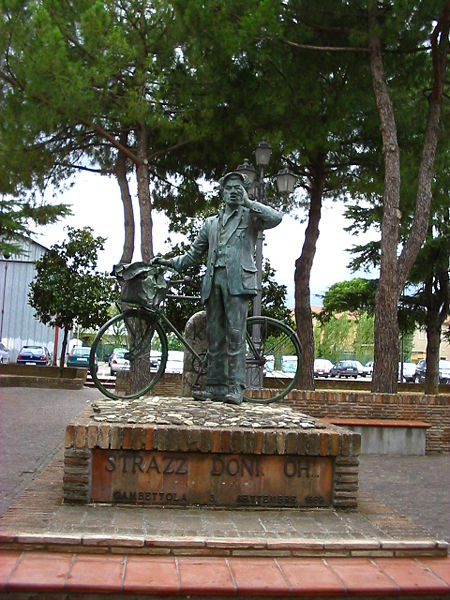
Statue d'un chiffonnier (Il Straccivendolo)
Centre de Gambettola, Italie.

En Allemagne, le terme chiffonnier se dit Lumpensammler (pour les textiles), ou Schrottsammler (pour la ferraille).
En Angleterre, rag-and-bone man ou ragpicker sont des synonymes de chiffonnier, mais le mot le plus courant aujourd'hui est waste pickers. Le long de la Tamise, exerçaient les mudlarks, des écumeurs de berges.
En Italie, il cenciaiolo ou straccivendolo, désigne une sorte de vendeur ambulant qui ne vit que de la récupération.

### Hors Europe
Dans les pays en développement, les « récupérateurs informels » jouent un rôle considérable dans les systèmes de gestion des déchets. Ces populations — dont les enfants —, placées au contact direct des décharges, sont soumis à des risques sanitaires élevés. 
Il existe de nombreux noms ou surnoms pour qualifier cette activité : par exemple, on parle de zabbālīn (« éboueurs », en arabe littéraire) en Égypte, cartoneros en Argentine, chifonye en Haïti, kacharawala à Delhi (Inde), tokai au Bangladesh, kabaris à Karachi (Pakistan), pepenadores au Mexique, basuriegos en Colombie, catadores au Brésil, Samarakolo en Malinké (Côte d'Ivoire) ,boujouman au Sénégal, pemulung en Indonésie… : ces noms désignent souvent les principaux matériaux (carton, chiffons, métaux…) qui sont récupérés.